# Helmut Dreher
Helmut Dreher (* 4. Juni 1932 in Idar; † 24. Mai 1984 in Idar-Oberstein) war ein Leichtathlet, der 1954 Vizeeuropameister mit der 4-mal-400-Meter-Staffel aus der Bundesrepublik Deutschland wurde.
Dreher startete bis 1953 für den Turn-Verein Idar-Oberstein, ab 1954 trat er für TuS Rot-Weiß Koblenz an. 1952 und 1953 war er Deutscher Juniorenmeister im 400-Meter-Lauf. Bei den ersten Deutschen Hallenmeisterschaften, die 1954 in Frankfurt ausgetragen wurden, gewann Dreher mit der Koblenzer 4-mal-3-Runden-Staffel seinen ersten Meistertitel in der Erwachsenenklasse. Bei den Deutschen Freiluftmeisterschaften belegte er über 400 Meter in 48,8 s den dritten Platz, die Koblenzer Vereinsstaffel mit Wolfgang Schmidtke, Günther Steines, Hubert Huppertz und Helmut Dreher siegte in 3:16,9 min. Bei den Europameisterschaften 1954 in Bern lief die bundesdeutsche Staffel mit Hans Geister, Helmut Dreher, Heinz Ulzheimer, Karl-Friedrich Haas in 3:08,8 min auf den zweiten Platz hinter der den Franzosen. 1955 belegte Dreher bei den Deutschen Hallenmeisterschaften den zweiten Platz hinter Albert Radusch. Bei den Freiluftmeisterschaften erreichte die Koblenzer Staffel den zweiten Platz hinter der Krefelder Staffel mit dem Schlussläufer Hans Geister. Am 15. Oktober lief Dreher in Freiburg die 400 Meter in 47,9 s, seiner persönlichen Bestzeit. 1956 wurde die Koblenzer 4-mal-400-Meter-Staffel noch einmal Deutscher Vizemeister hinter dem OSV Hörde.
Helmut Dreher war gelernter Achatbohrer.